# Římskokatolická farnost Nové Město na Moravě
Římskokatolická farnost Nové Město na Moravě je územním společenstvím římských katolíků v rámci žďárského děkanství brněnské diecéze s farním  kostelem svaté Kunhuty.

## Historie farnosti
Nejstarší část (gotický presbytář) farního kostela byla postavena ve 14. století. V polovině 15. století přistavěli chrámovou loď. V roce 1499 přibyla zvonice, jež byla roku 1592 přestavěna na věž. Při velkém požáru města roku 1723 vyhořel i kostel; o 16 let později přibyla nová jižní sakristie a severní přeměněna na tzv. Černou kapli. Okolo kostela byl až do roku 1801 hřbitov.

## Duchovní správci
Farářem byl od 1. června 1992 Mons. ICLic. Mgr. Jan Daněk,který byl zároveň děkanem žďárského děkanství. Zemřel 23. června 2020.
Administrátorem farnosti byl ustanoven R. D. Mgr. Miroslav Kulifaj. Do služby byl uveden P. Vladimírem Záleským na svátek sv. Prokopa dne 4. června 2020.

## Bohoslužby
| Kostel                  | Místo                | Bohoslužba (den)                                 | Hodina                                                      | Poznámka        |
| ----------------------- | -------------------- | ------------------------------------------------ | ----------------------------------------------------------- | --------------- |
| svaté Kunhuty           | Nové Město na Moravě | neděle pondělí úterý středa čtvrtek pátek sobota | 7.30, 9.00, 10.30 (dětská) 18.00 7.00 18.00 7.00 18.00 7.00 | Farní kostel    |
| Nanebevzetí Panny Marie | Nové Město na Moravě |                                                  |                                                             | Filiální kostel |

## Primice
Ve farnosti slavili primice tito novokněží:
- Dne 4. července 1987 Jiří Švanda
- v sobotu 15. června 2013 Miloslav Chrást (vysvěcen 13.4. 2013 v bazilice sv. Kristýny Bolseně v Itálii) - člen Eucharistického řádu
- v neděli 15. října 2017 Lukáš Okurka (vysvěcen 7.10. 2017 v kostele Nanebevzetí Panny Marie a sv. Václava v Kralupech nad Vltavou z rukou pražského světícího biskupa Mons. Václava Malého)
- v neděli 21. června 2020 Vojtěch Libra (vysvěcen 20.6. 2020 v katedrále sv. Petra a Pavla v Brně z rukou brněnského biskupa Mons. Vojtěcha Cikrleho)

## Aktivity ve farnosti
Den vzájemných modliteb farností za bohoslovce a bohoslovců za farnosti brněnské diecéze a Adorační den připadá na 11. září.
Ve farnosti se pravidelně koná tříkrálová sbírka, v roce 2015 se při ní v Novém Městě na Moravě vybralo 181 266 korun, v Radňovicích 18 755 korun a ve Vlachovicích 7 043 korun.V roce 2016 se při sbírce vybralo v Novém Městě na Moravě 109 909 korun, v Radňovicích 20 181 korun a ve Vlachovicích 10 291 korun. 